# Waarde
Waarde (aus dem Niederländischen Wert) ist ein Dorf in Zeeland und liegt in der Gemeinde Reimerswaal. Im Jahr 2024 hatte es 1435 Einwohner. Bis 1970 war Waarde eine eigene Gemeinde.

## Geschichte
Entstanden bereits im 12. Jahrhundert, ist Waarde ein Dorf, das sich im Laufe der Jahrhunderte oft mit dem Hochwasser auseinandersetzen musste. Besonders im 16. und 17. Jahrhundert wurde das Gebiet östlich von Yerseke immer wieder durch Überschwemmungen zerstört, jedoch stets wieder – ganz im Sinne des Zeeländischen Wahlspruches „Luctor et Emergo“ („Ich ringe und komme nach oben“) – bewohnbar gemacht. 
Um das Jahr 1187 vermachte Hendrik von Schoten, Herr von Breda, die Rechte des Arnulf von Rilland an den Salzwiesen bei Waarde an das Kloster Ten Duinen. Im Jahr 1219 wurde der Bach Schoudee, der das Gebiet der Zisterzienser von Ten Duinen von dem der Herren von Valkenisse trennte, als Grenze festgeschrieben. Die Zisterzienser errichteten bei Kattendijke ihre Grangie und begannen, Deiche zur Gewinnung von Land zu errichten und so die Sumpfgebiete nutzbar zu machen. Da die Trockenlegung sich als schwierig erwies, wurden Böschungen in mehreren Stufen angelegt, um dem Meer sukzessiv Land abzuringen.

### Eingemeindung
Am 1. Januar 1970 wurde die Gemeinde Reimerswaal neu aufgeteilt und die Ortschaften Kruiningen, Yerseke, Krabbendijke, Waarde und Rilland-Bath eingemeindet. Das dadurch entstandene Gebiet zählt mit über 21.000 Menschen und rund einem Hektar pro Einwohner zu den größten in Zeeland. Dazu gehören auch die Gewässer der Ooster- und der Westerschelde.
Waarde ist überwiegend landwirtschaftliche geprägt. Viele seiner Einwohner leben vom Obstbau (insbesondere Äpfel und Birnen) und betreiben eigene, kleine Landwirtschaftsbetriebe. Das Umfeld ist ein beliebtes Ausflugsziel für Radfahrer, Wanderer und Angler.
In Waarde gibt es zwei Grundschulen. Die meisten seiner Einwohner sind Protestanten, die die gotische reformierte Dorfkirche nutzen.